# DO-YO-DA!!
『DO-YO-DA!!』（ドヨーダ）は、2005年4月2日から2006年9月23日まで山口朝日放送 (yab) で放送されていた情報番組である。ハイビジョン制作番組で、地上デジタル放送のみハイビジョン放送となっていた。放送時間は毎週土曜 12:00 - 12:55 （日本標準時）。

## 番組史
2005年4月2日に放送開始。同日付の新聞1面には、本番組の宣伝広告が掲載された。
放送開始から半年後の2005年10月1日に番組はリニューアル。同日にリニューアルした『ステーションY』や『MIDNIGHT JAM』と同様に出演メンバー入れ替えを行い、新コーナーも開始した。
2006年4月1日に番組は再びリニューアル。2度目となる出演メンバー入れ替えと新コーナー開始を行ったほか、オープニングムービーとテーマ曲も変更した。
番組は2006年8月14日放送分からハイビジョン制作となったが、当初はスタジオカメラがハイビジョンに対応していなかった。同年9月16日にハイビジョン対応スタジオカメラを導入するものの、それから7日後に番組は終了した。
もともと放送開始以来『5時からワイド』→『とれたてテレビYAB』に至るまで8年半平日の夕方に自社制作枠を持っていたが、それをニュースのみ残し、生活情報などのコーナーを『ほっと土曜日』に移していたものの、2004年3月末で終了していた。番組終了から1年はこの手の番組を作らなかったものの、2005年に当番組で再開。終了後は再びワイドはなくなり、『GO! GO! サタデー』などの事前収録が増えていたが、2013年に『どきどきマルシェ』で再開していた。

## 出演者
肩書は番組放送当時のものを記載。
松田貢児
2005年4月2日 - 2006年9月23日出演。本番組で唯一、放送開始から終了まで出演したメンバーである。
松田梨香（yabアナウンサー）
2005年4月2日 - 2005年9月24日出演。
永岡俊哉（yabアナウンサー）
2005年4月2日 - 2006年3月25日出演。生中継がある際にはリポーターを担当。スタジオ出演の機会は少なかった。
武藤綾子
2005年4月2日 - 2006年3月25日出演。
大村恵子
2005年4月2日 - 2006年3月25日出演。
清水庸代
2005年4月2日 - 2006年3月25日出演。実際に「清水庸代」として出演することは稀で、スタジオには多くの場合「値切り姫」として出演していた。
田中寿江（yabアナウンサー）
2005年10月1日から出演。降板時期は不明。
山崎智
2005年10月1日 - 2006年3月25日出演。レギュラー出演の終了後にも、時々「あっちこっち彩発見」や生中継に出演することがあった。2006年9月23日の最終回でもVTRおよびスタジオ出演した。
津山奈穂子
2006年4月1日 - 2006年9月23日出演。
かねこなつき
2006年4月1日 - 2006年9月23日出演。
山田香菜子（yabアナウンサー）
2006年4月1日 - 2006年9月23日出演。生中継が行われる日のみに出演。番組自体生中継企画が少なかったため、出演する機会はあまり無かった。

## コーナー
今週のとっておき
「食べる、見る、遊ぶ」県内はもとより近県の「いち押し」の情報、「より快適に」「より安全に」をテーマに最新の生活情報を徹底的に紹介する。（2005年4月2日 - 2005年9月24日）
理想の食卓
番組で農園を持ち、究極の地産・地消物語を展開していく。農業経験の無い松田梨香が地域の人や視聴者とともに作物を作り、収穫の喜びを分かちあうコーナー。（2005年4月2日 - 2005年9月24日）
イケ面！
大村恵子が県内の「イイ男」「イイ女」を紹介するコーナー。（2005年10月1日 - 2005年12月24日）
グルメ・数珠つなぎ
武藤綾子が美味しい料理店を紹介するコーナー。店の人の情報で次の取材先が決まる。（2005年10月1日 - 2006年3月4日）
お願い！値切り姫!!
「値切り姫（清水庸代）」が県内各地の商店街・スーパー・専門店を訪れ、あらゆる手段を使って「人気商品」「話題の商品」の値引き合戦を繰り広げていく。（2005年4月2日 - 2006年3月18日）
今週の智さん
山崎智が農村をリポートするコーナー。（2005年10月1日 - 2006年3月18日）
今週のドルチェ・マンジャーモ！
全国のお取り寄せの食べ物を紹介するコーナー。進行は田中寿江。（2005年10月1日 - 2006年3月25日）
めざせ!萩ものしり博士
田中寿江が萩ものしり博士検定合格への道のりを追うコーナー。（2005年10月8日 - 2005年12月3日）
知っちょる？
県内の人々の常識を調査するコーナー。街角の人々に問題を出し、答えてもらう。（2005年10月1日から）
あっちこっち彩発見！
田中寿江と津山奈穂子が各地を訪ね、人々とふれあいながら、情報を伝える。（2006年4月1日 - 2006年9月23日）
ホットラインゲーム どね〜だ
視聴者と電話で連想ゲームをする。商品は最高3万円の商品券。（2006年4月1日 - 2006年9月16日）
お取り寄せグルメネット
岩手朝日テレビ、山形テレビ、福島放送、名古屋テレビ（メ〜テレ）、広島ホームテレビ、愛媛朝日テレビ、そしてyabの7局ネットで各地のお取り寄せグルメを紹介する。（2006年4月1日 - 2006年9月16日）
あつまれ！元気ッズ！
かねこなつきが県内各地の幼稚園を訪れる。（2006年8月26日まで）
ナッキーチャレンジ！
かねこなつきが様々な職業に挑戦する。（2006年9月2日 - 2006年9月23日）
2006年9月23日の放送では「彩発見」内で「ナッキーチャレンジ！」と称し、商店の値札を作成した。

## テーマソング

### オープニングテーマ
- ONE TWO （BUS STOP、『Dancemania X6』収録曲 / 2005年4月2日 - 2006年3月25日）
- DOODAH! (K.O.G. Re-edit) （CARTOONS、『DANCEMANiAX 2nd MIX』収録曲 / 2006年4月1日 - 2006年9月23日）

### エンディングテーマ
- Saturday Night （Wack Wack Rhythm Band + こずえ鈴、映画『ロボコン』エンディングテーマ / 2005年4月2日 - 2006年9月23日）

## 備考
山口県内で発行される新聞各紙のラ・テ欄においては番組タイトルが「土曜だ山口」と記されているが、これは2005年4月26日に行われた第117回番組審議会での指摘が発端となっている。新聞以外のメディアではそのまま「DO-YO-DA!!」と表記された。